# 菊川市
菊川市（きくがわし）は、静岡県の東遠地域に位置する都市である。
気候は総じて温暖で、深蒸し茶の里として知られる茶産地である。茶業のほか、茶鋏や茶摘機、自動車関連部品、精密工作機械などを生産する企業が立地する工業都市でもある。

## 地理

菊川市中心部周辺の空中写真。
2020年6月16日撮影の9枚を合成作成。。

静岡県の西部地方（東遠地方）に位置し、市の中心を菊川が流れている。更新世にはこの周辺は牧之原と小笠山に挟まれた海であり、徐々に隆起し菊川平野が形成された。北側は火剣山に代表される山地になっており、東側は牧之原台地の一部を占める。西側には小笠山に連なる山地が張り出しており、市の中心部から南側に向けてかつて城東平野と呼ばれた菊川平野が広がっている。この地域は江戸時代にはほぼ開墾されていたが、慢性的な水不足に悩まされ、現在は大井川から取水した水が菊川市の水源になっている。旧小笠地域は静岡県内でも最も晴天率が高いという調査結果があるように、古来旱魃に見舞われてきた歴史がある。現在では田畑の都市化により、増水時の河川の流量が増え、水害の危険性は高いといわれている。
- 山岳・丘陵等 : 牧之原台地、火剣山
- 河川 : 菊川、牛淵川、西方川
- 湖沼 : 丹野池、七曲池

### 気候
| 菊川牧之原（1991年 - 2020年）の気候 | 菊川牧之原（1991年 - 2020年）の気候 | 菊川牧之原（1991年 - 2020年）の気候 | 菊川牧之原（1991年 - 2020年）の気候 | 菊川牧之原（1991年 - 2020年）の気候 | 菊川牧之原（1991年 - 2020年）の気候 | 菊川牧之原（1991年 - 2020年）の気候 | 菊川牧之原（1991年 - 2020年）の気候 | 菊川牧之原（1991年 - 2020年）の気候 | 菊川牧之原（1991年 - 2020年）の気候 | 菊川牧之原（1991年 - 2020年）の気候 | 菊川牧之原（1991年 - 2020年）の気候 | 菊川牧之原（1991年 - 2020年）の気候 | 菊川牧之原（1991年 - 2020年）の気候 |
| 月                                  | 1月                                 | 2月                                 | 3月                                 | 4月                                 | 5月                                 | 6月                                 | 7月                                 | 8月                                 | 9月                                 | 10月                                | 11月                                | 12月                                | 年                                  |
| ----------------------------------- | ----------------------------------- | ----------------------------------- | ----------------------------------- | ----------------------------------- | ----------------------------------- | ----------------------------------- | ----------------------------------- | ----------------------------------- | ----------------------------------- | ----------------------------------- | ----------------------------------- | ----------------------------------- | ----------------------------------- |
| 最高気温記録 °C （°F）              | 17.4 (63.3)                         | 23.0 (73.4)                         | 26.0 (78.8)                         | 28.3 (82.9)                         | 30.8 (87.4)                         | 34.8 (94.6)                         | 36.9 (98.4)                         | 37.4 (99.3)                         | 35.1 (95.2)                         | 31.2 (88.2)                         | 25.9 (78.6)                         | 21.5 (70.7)                         | 37.4 (99.3)                         |
| 平均最高気温 °C （°F）              | 9.8 (49.6)                          | 10.9 (51.6)                         | 14.0 (57.2)                         | 18.7 (65.7)                         | 22.6 (72.7)                         | 25.2 (77.4)                         | 28.9 (84)                           | 30.1 (86.2)                         | 26.8 (80.2)                         | 22.0 (71.6)                         | 17.2 (63)                           | 12.0 (53.6)                         | 19.8 (67.6)                         |
| 日平均気温 °C （°F）                | 4.7 (40.5)                          | 5.5 (41.9)                          | 8.7 (47.7)                          | 13.5 (56.3)                         | 17.7 (63.9)                         | 20.9 (69.6)                         | 24.6 (76.3)                         | 25.7 (78.3)                         | 22.7 (72.9)                         | 17.8 (64)                           | 12.5 (54.5)                         | 7.1 (44.8)                          | 15.1 (59.2)                         |
| 平均最低気温 °C （°F）              | 0.5 (32.9)                          | 0.9 (33.6)                          | 4.1 (39.4)                          | 8.9 (48)                            | 13.6 (56.5)                         | 17.7 (63.9)                         | 21.7 (71.1)                         | 22.7 (72.9)                         | 19.7 (67.5)                         | 14.5 (58.1)                         | 8.6 (47.5)                          | 2.9 (37.2)                          | 11.3 (52.3)                         |
| 最低気温記録 °C （°F）              | −5.9 (21.4)                         | −7.5 (18.5)                         | −4.7 (23.5)                         | −1.4 (29.5)                         | 4.8 (40.6)                          | 10.6 (51.1)                         | 15.0 (59)                           | 17.7 (63.9)                         | 11.6 (52.9)                         | 4.4 (39.9)                          | −0.7 (30.7)                         | −5.4 (22.3)                         | −7.5 (18.5)                         |
| 降水量 mm （inch）                  | 71.3 (2.807)                        | 96.3 (3.791)                        | 176.5 (6.949)                       | 210.1 (8.272)                       | 207.1 (8.154)                       | 270.4 (10.646)                      | 266.5 (10.492)                      | 181.0 (7.126)                       | 272.8 (10.74)                       | 241.1 (9.492)                       | 126.4 (4.976)                       | 73.2 (2.882)                        | 2,192.5 (86.319)                    |
| 平均降水日数 （≥1.0 mm）            | 5.8                                 | 6.5                                 | 10.2                                | 10.3                                | 10.6                                | 13.0                                | 12.1                                | 9.5                                 | 12.2                                | 10.4                                | 7.5                                 | 6.1                                 | 114.1                               |
| 平均月間日照時間                    | 209.3                               | 188.5                               | 194.5                               | 198.0                               | 195.5                               | 136.6                               | 167.3                               | 216.6                               | 158.8                               | 162.7                               | 175.4                               | 201.8                               | 2,209.6                             |
| 出典1：Japan Meteorological Agency  |                                     |                                     |                                     |                                     |                                     |                                     |                                     |                                     |                                     |                                     |                                     |                                     |                                     |
| 出典2：気象庁                       |                                     |                                     |                                     |                                     |                                     |                                     |                                     |                                     |                                     |                                     |                                     |                                     |                                     |

## 隣接している自治体
- 掛川市
- 御前崎市
- 島田市
- 牧之原市

## 歴史

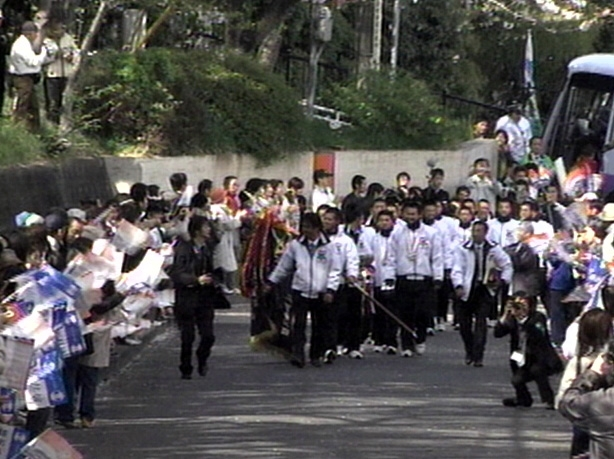
常葉菊川高校野球部の春の甲子園優勝報告会（2007年）

### 古代
古代よりこの周辺には人が生活していたようである。近年の遺跡の発掘で大規模なものには、弥生時代後期の環濠集落である東原田遺跡がある。出土した柱や鉄器類等は、中央公民館に展示されている。それ以外にも横穴式住居跡など、多くの遺跡が散見される。
飛鳥時代の律令制の下で、遠江国が置かれると、それに属した。
古墳時代の大化の改新の後、北部に荒木郷、東部に河上郷、南部に高橋郷が記録に残っている。

### 中世
中世には付近一帯は荘園であった。当地には本所、半済、公文名など、荘園であったことを示す地名が残っている。
平安時代末期から源氏の系統の横地氏が横地城を築き横地周辺を支配していたようである。また、工藤氏の流れを汲む内田氏が、高田大屋敷を拠点に内田周辺を支配していたようである。両者とも鎌倉時代には、鎌倉幕府の御家人として長くこの地域を支配したようである。
室町時代においても、遠江国守護であった今川氏の下、国人となった横地氏がこの地域を支配していた。しかし、15世紀半ばになると遠江国守護が斯波氏に代わったことや、応仁の乱の勃発により、横地氏は斯波氏に接近し今川義忠に背いた。このため、今川氏の討伐を受けた横地氏は滅亡し、この地域は今川氏の支配下に入った。しかし、今川義忠は帰国の際に、塩買坂で横地氏の残党に襲われ戦死した。後に、義忠の子の今川氏親が義忠を弔うために、塩買坂に正林寺を建立した。この頃内田氏は本拠地を石見国に移したようである。1504〜20年頃、今川家臣の松井信薫が下平川に堤城を築城しこの地域を支配した。松井信薫は厚く仏法を信じ、同地に曹洞宗の深谷青龍院を建立し、現掛川市各和の永源寺から二世天庵和尚を招いて開山した。青龍院には信薫夫妻の位牌が安置されている。下平川志端の宇洞にある十三仏は、信薫夫妻が建立した瑞泉寺が廃寺となった際に移したものであるといわれている。
戦国時代後期になると、今川氏の滅亡により、徳川氏と武田氏が領有を争う。徳川軍は、武田軍に落とされた高天神城の攻略の為に、天正7〜8年頃（1579〜80年頃）嶺田に獅子ヶ鼻砦を築き、大須賀康高が守った。1581年に高天神城が落城すると、再び徳川氏の支配下に入った。1590年の徳川氏の関東移封により一時豊臣氏系の領主に統治者が変わるものの、関ヶ原の戦い以後は再び徳川氏が支配した。
徳川家康と武田勝頼が高天神城を巡って戦った時には、この周辺からも徳川方として武士達が高天神城に篭城した記録がある。その武士の一人に、後の黒田代官の先祖にあたる黒田義則がおり、高天神城が落城した時に帰農している。現在残る黒田家代官屋敷の前身は、元々今川家臣だった黒田義則が永禄年間に築いた館である。
また、相良を起点とし、長野県に至る塩の道の通り道であり、旧小笠町の川上やいくつかの寺社等には塩の市場があり、塩の交易が行われていた。前述の今川義忠が戦死した塩買坂もその塩の交易ルートとしの地名が残っているものである。この塩の道による縁が、旧小笠町と長野県小谷村の姉妹都市提携のきっかけになった。この塩の道は今川氏真による武田信玄への塩止めと上杉謙信の「敵に塩を送る」の逸話に関わっている。

### 近世
近世においては幕府直轄領、大名領、旗本の知行地が点在する地域であった。当時の記録には村ごとに様々な領主の名前が見られる。菊川水系全域では大よそ4万石以上の生産力があったが、幕府は統一的に支配する藩を置かず、旧菊川町域だけでも33の村が19の領主に分割されており、1つの村が2人以上の領主に分割統治されていたところも多かった。この地域に知行をもっていた大名で著名な者としては、相良藩主田沼意次などがいる。
このように、多数の領主に分割統治されていたため、菊川は河川改修などが進まず都市化もされなかった。一方で、農民達の生活は村の境を越えて物資の往来を行い、掛川まで物資を求めていた記録がある。生活圏と政治圏の矛盾がこの頃の大いなる課題であったようである。
また、近世に入る時期に前後して、三浦刑部親子により加茂用水が、中条右近太夫により嶺田用水が引かれ、農業生産高が大いに上がったとされている。用水の工事を中条右近太夫が徳川家康に直訴したと言われるのも、領主の混在により村の境を越えるような大規模な工事は、幕府権力をもって行うしかなかったからである。
正保2年（1645年）1月、本多忠利が死去し、その庶子であった本多助久が別家を起して下平川周辺を領すると、嶺田に土着し帰農していた黒田家が代官に任じられた。黒田家が居住した黒田家代官屋敷は現存し、国の重要文化財に指定されている。
幕末になると、時代の変化がこの地域にも影響を与え始めているのが記録から垣間見える。天保期（1830～1844年）以降、度重なる水害などが農民の生活を圧迫し始め、村々の水争いすら調停できない領主や村役人の権威は次第に低下していった。1837年に大塩平八郎の乱が起きるが、この時の反乱を起した民衆側の檄文が神尾村の松下家にもたらされている。これは、領主の境を越えた民衆の情報伝達ルートが全国に張り巡らされていたことを示している。1853年のペリー来航の際に、この地域の領主の一人であった青山下野守が江戸表の警備を幕府から命ぜられ、菊川地域の農民から弓や鉄砲を扱えるものを徴用しており、兵農分離・身分制度の崩壊が始まっていたことを表している。1865年の幕府による長州征伐は、この地域にも大きな経済的負担を与え、民衆の不満はますます高まっていった。1868年に戊辰戦争が勃発すると、この地域も、新政府側と幕府側のどちらにつくかの選択を迫られた。ここにおいて、浜松藩、掛川藩、横須賀藩、相良藩は新政府側につく請書を提出し、農民たちも勤王の請書を提出している。農民たちは新政府軍のために物資の輸送を行い、兵隊として軍に加わった農民もいる。

### 近代
明治維新により1868年5月静岡藩に編入され、1871年5月の廃藩置県で静岡県に移行。1871年12月に静岡県の分割により浜松県に編入され、その後1876年8月に浜松県が静岡県に合併された。明治維新により、この地域は初めて一つの支配機構の下に統一されたといえる。
明治維新後、無禄となった士族や大井川の川越人足らが牧之原台地の開拓のために入植を始める。牧之原に移住してきた士族には、徳川慶喜を護衛してきた、精鋭隊（のち新番組）の中條景昭、大草高重、松岡万や、後に初代静岡県知事となる関口隆吉などの名前が見られる。この他にも、彰義隊残党の大谷内竜五郎や相良藩の勤番組などがいる。もともと幕府直轄領であり、未開の原野であったため、移住自体は問題なく進められた。この移住には、松岡万や関口隆吉が構想し、中條が山岡鉄舟や静岡藩の中老である大久保一翁、大参事の平岡道弘、藩政補佐の勝海舟らと相談して決めたようである。士族は開墾方として俸禄が支給されたため、開拓は大いに容易になったようである。これが現在に続く牧之原大茶園となった。入植は1869年からはじまり、全くの原野であった牧之原台地は1878年の大迫静岡県令の上申書によると、200haが茶畑となっていたようである。この開墾事業は全く順調に進んだわけではなく、士族と農民の入会地を巡る争いや士族の離農など様々な問題を起こした。坂本龍馬を暗殺したともいわれる今井信郎も、後に牧之原に移住してきている。
1873年、前年に発布された学制の下に、この地域に学校が設立された。1874年には奈良野村に、この地域に初めて郵便局が設置され、同村の匂坂清太郎が局長に就任した。この奈良野郵便局は1890年に堀之内駅の開業に合わせて堀之内郵便局が開局するまで重要な局所となった。同年、1872年に布告された徴兵の詔により、牛渕村から後藤又吉が徴兵され、1877年の西南戦争で戦死している。
もともとこの地域は東海道の街道筋から外れており、海港や宿場町もなく都市化は大きく遅れていたが、1889年に東海道本線（静岡駅 - 浜松駅間）が開業して以降、菊川駅（開業当時は堀之内駅）を中心に市街地が形成されて発達していった。堀之内駅が開業されると、駅への地域道路網が必要とされ、池新田方面への道路が急速に整備された。この大工事には周辺の村の予算の2・3割が使われたが、これにより堀之内を起点としたこの地域が急速に発展していった。まず、駅の開業に合わせて、商社、物流、金融、不動産、酒屋、煙草屋、小間物屋、唐物屋、旅館、新聞屋等次々と商店が立ち並び、芝居や寄席が興業する賑わいをみせたといわれる。現在の菊川市の発展には、東海道本線の敷設が大いに寄与したことは間違いないが、東海道から外れた菊川に鉄道路線が敷設された理由には様々な説がある。その東海道線の敷設に尽力した初代静岡県知事関口隆吉は、菊川の月岡に居を構えていたこともあるが、東海道線の開業した1889年に同線での列車事故が元で亡くなっている。
1899年には、城東馬車鉄道（のちの堀之内軌道）が開業した。開業当初は堀之内駅の乗客数の8万人強よりも多く、年間で9万人強が利用し、暫く後には貨物も取り扱うようになり、堀之内はますます発展していった。特に大正から昭和初期にかけては地元の茶を買い付けに茶商が多く訪れ、商店や旅館、遊廓などが整備された。この頃、菊川駅前には茶を扱う倉庫群があり、その一つが赤レンガ倉庫として今も残っている。現存する赤レンガ倉庫は少なくとも1930年代以前に建築されたものである。専門家の調査では百年以上前に建てられた建築物だと言われている。1926年の堀之内駅の貨物取扱量を見ると、藁製品の発送量が5000t、米が3000t、茶が2000t、柑橘類が500tなどである。工業製品としては、瓦の500t、機械類の500tなどが目を引く。
1912年に、小笠高校の前身である郡立静岡県小笠農学校が創立された。農業を盛んな地域にもかかわらず、磐田や森、藤枝まで行かなくては農学校が無かったため志願者が殺到し、1920年代初頭には入学試験の合格率は4割を切った時期もあったようである。それほどこの地域では農業が盛んだったようである。
また、農業・生活の振興のために、菊川の河川改修はこの地域の人々にとって悲願であった。しかしながら、河川改修を進めようとしていた、関口知事の事故死や、村々の意見対立によって計画は進まず、関東大震災の復興の為に後回しにされたりしたが、地域の名士の運動や、菊川出身の松浦五平衛衆議院議員の後押しもあり、1935年にやっと本格的に国の直轄事業として河川改修計画が進んでいくことになった。明治期から昭和初期にかけて、菊川の水防活動等で、下平川の宮城佐平、下内田の杉山平重、嶺田の鈴木喜楽の3名が亡くなっている。
1894年に始まった日清戦争では、この地域から兵士が出征している。旧菊川町域だけで83名が出征し、4名が戦病死している。
1904年からの日露戦争では、旧菊川町域で334名が出征、戦病死者は30名である。
第二次世界大戦では、菊川市全域でおよそ1000名程が各地で戦没している。第二次世界大戦末期には、牧之原台地に大井海軍航空隊の飛行場があったこともあり、古谷や丹野ではアメリカ軍の爆撃で死者が出ている。

### 現代
戦後は大規模な工業団地と宅地の造成を組み合わせ、1969年の東名高速道路の開通時には菊川インターチェンジの誘致にも成功するなど、農業と工業の並存する都市として発展を続け、平成の大合併により2005年1月に小笠町と菊川町が合併し、菊川市が誕生した。
御前崎方面への玄関口としても知られており、2009年6月には、静岡空港が牧之原台地に完成し、2011年1月には、御前崎港から牧之原～倉沢まで抜けるバイパスが供用開始された。
菊川市の位置する静岡県西部は、自動車産業を始めとする工業が盛んな地域でもあり、工業の発展と共に外国人労働者を数多く受け入れてきた。かつて、合併前の小笠町の時代には町民の7人に1人が外国人であり、菊川市誕生後も11人に1人が外国人という高い外国人比率であった。しかし、近年の不景気により外国人の流出が顕著にみられている。これからの自動車のEV化により、市内の多くの中小企業がさらに影響を受けるものと見られており、産業の改革が求められている。
市中心部においては、合併に前後し市内の加茂から奈良野までを縦断する県道のバイパスが供用開始になり、大手の商業施設等が建設され始めた。また、2013年には建設が進められていた奈良野～下平川間も供用が開始された。2017年現在もバイパス伸長工事が続いている。最終的には市内高橋付近で現道に接続する計画になっており、小笠地区の生活道路の交通安全や物流の活発化への期待がされている。
また、バイパス工事や企業誘致の一方で、駅前の再開発に巨費を投じたものの、前記の郊外型大規模商店の進出などにより駅前商店街など旧来の商店街は衰退の一途を辿っている。駅前の再開発には、道路拡幅後の移転に伴い、商店が廃業し住宅地になってしまった場所もある。菊川駅東側にJR東海道線をくぐる道路が建設されたが、JRへの数十億円の補償金が必要なトンネル建設工事が本当に必要であったのか議論が必要である。
菊川市にはこれといった大きな観光地等が無く、さらには国道1号も通っていない（島田市から直接掛川市に入る）ため、近年は年々観光客数が漸減傾向にある。一過性の観光イベントよりも、市の定住人口を増やす施策が求められている。しかしながら、近年において、菊川市北部の倉沢地区で、「千框」（せんがまち）と呼ばれる棚田を復興しようとの動きがあり、注目を集めている。この棚田は「静岡県棚田等十選」に選ばれており、その中での田の枚数では県下一を誇っている。
なお、菊川市の実質公債費比率は、21年度決算において牧之原市に次ぐ県内ワースト2の19.3%であり、行財政改革が推し進められている。市の借金総額は近年少しずつ減ってはいるものの、現在200億円程度である。財政規模は180億円程度で、自主財源比率は60%弱と財政基盤は決して強いとはいえない。

### 年表
- 1889年（明治22年）4月16日：東海道本線静岡 - 浜松間が開通。堀之内駅（現・菊川駅）が設置される。
- 1969年（昭和44年）2月1日：東名高速道路が開通、菊川インターチェンジが設置される。
- 2005年（平成17年）1月17日：小笠郡菊川町・小笠町が新設合併し、菊川市が発足。
- 2006年（平成18年）2月17日 - 2月18日：「全国茶サミット静岡大会 in 菊川」が菊川文化会館アエルと市中央公民館で開催される。
- 2022年（令和4年）5月21日 - 六郷地区、河城地区、西方地区などおよそ6700世帯が断水。原因は老朽化した水道管が壊れたことによる[3]。

## 人口
| |                                        |  |
| 菊川市と全国の年齢別人口分布（2005年） | 菊川市の年齢・男女別人口分布（2005年） |  |
| ■紫色 ― 菊川市 ■緑色 ― 日本全国 | ■青色 ― 男性 ■赤色 ― 女性              |  |
| 菊川市（に相当する地域）の人口の推移 \| 1970年（昭和45年） \| 35,365人 \| \| \| 1975年（昭和50年） \| 36,348人 \| \| \| 1980年（昭和55年） \| 38,081人 \| \| \| 1985年（昭和60年） \| 40,783人 \| \| \| 1990年（平成2年） \| 43,762人 \| \| \| 1995年（平成7年） \| 46,334人 \| \| \| 2000年（平成12年） \| 47,036人 \| \| \| 2005年（平成17年） \| 47,502人 \| \| \| 2010年（平成22年） \| 47,041人 \| \| \| 2015年（平成27年） \| 46,763人 \| \| \| 2020年（令和2年） \| 47,789人 \| \| |                                        |  |
| 総務省統計局 国勢調査より |                                        |  |
| 1970年（昭和45年） | 35,365人                               |  |
| 1975年（昭和50年） | 36,348人                               |  |
| 1980年（昭和55年） | 38,081人                               |  |
| 1985年（昭和60年） | 40,783人                               |  |
| 1990年（平成2年） | 43,762人                               |  |
| 1995年（平成7年） | 46,334人                               |  |
| 2000年（平成12年） | 47,036人                               |  |
| 2005年（平成17年） | 47,502人                               |  |
| 2010年（平成22年） | 47,041人                               |  |
| 2015年（平成27年） | 46,763人                               |  |
| 2020年（令和2年） | 47,789人                               |  |

## 行政・議会

### 歴代市長
| 代             | 氏名       | 就任年月日    | 退任年月日    | 備考       |
| -------------- | ---------- | ------------- | ------------- | ---------- |
| 市長職務執行者 | 黒田淳之助 | 2005年1月17日 | 2005年1月30日 | 旧小笠町長 |
| 初-4代         | 太田順一   | 2005年1月30日 | 2021年1月29日 |            |
| 5代            | 長谷川寛彦 | 2021年1月30日 | 現職          |            |

都市基盤整備
- 菊川駅周辺整備 : 市の玄関口として再開発を進める計画。

### 議会

#### 市議会
- 定数 - 17

#### 県議会
- 静岡県議会 菊川市選挙区（定数1）
  - 選出議員 - 宮城也寸志（自民改革会議） 2018年4月選出

#### 衆議院
- 任期：2021年（令和3年）10月31日 - 2025年（令和7年）10月30日（「第49回衆議院議員総選挙」参照）

| 選挙区                                                                                   | 議員名   | 党派名     | 当選回数 | 備考   |
| ---------------------------------------------------------------------------------------- | -------- | ---------- | -------- | ------ |
| 静岡県第3区（浜松市天竜区の一部、磐田市、袋井市、 掛川市、菊川市、御前崎市の一部、森町） | 小山展弘 | 立憲民主党 | 3        | 選挙区 |

### 自治会
菊川市では、町内会組織を「自治会」と称し、以下に示す11地区128組織が存在する。（旧小笠町は合併により町内会から自治会に変更された。町部地区の新通と平川地区の新通は同名の別組織。）
また、各地区の代表による菊川市連合自治会が存在する。
地域名の呼称
市内には「町部」（ちょうぶ）地区とよばれる地域が存在する。菊川駅を中心とする「町部連合自治会」に加盟する自治会の区域であるが、これと対比して「村部」（そんぶ）地区と呼ばれる地域も存在したため、差別的であるとの批判も一部寄せられていた。
町部・村部の区分けは菊川市発足前の旧菊川町のさらに前、旧堀之内町の時代から存在するもので、堀之内町ができる前の旧堀之内村の区域は駅前であり発展していたことから町部、そして旧西方村（にしかた-）の区域を村部として区別していたものである。よって町部・村部の区分けは旧堀之内町の区域（菊川市堀之内および西方）でのみ通用するものであり、これ以外の区域（菊川町発足前の旧加茂村、旧六郷村、旧内田村、旧横地村、旧河城村や菊川市発足前の旧小笠町域）が村部というわけではない。
現在では誤解を避けるため町部地区、西方地区という呼び方に変更されている。
- 西方地区
  - 公文名 ‐ 沢田 ‐ 島川 ‐ 田ヶ谷 ‐ 堀田上 ‐ 堀田下 ‐ 堀之内
- 町部地区
  - 日吉町 ‐ 宮前 ‐ 西通り ‐ 本通上 ‐ 本通下‐ 新通 ‐ 初咲町 ‐ 日之出町一丁目 ‐ 緑ヶ丘 ‐ 柳町1 ‐ 柳町2 ‐ 柳町3
- 六郷地区
  - 五丁目上 ‐ 五丁目下 ‐ 打上 ‐ 日之出町二丁目 ‐ 上本所上 ‐ 上本所下 ‐ 島 ‐ 下本所 ‐ 下半済 ‐ 小出 ‐ 神尾上 ‐ 神尾下 ‐ 牛渕上 ‐ 牛渕下 ‐ 牧之原上 ‐ 牧之原下 ‐ 上本所団地 ‐ 雇用促進第1 ‐ 雇用促進第2 ‐ 宮下 ‐ 青葉台一丁目 ‐ 青葉台二丁目 ‐ 青葉台三丁目 ‐ 仲島 ‐ 県営住宅 ‐ 虹の丘 ‐ つつじヶ丘
- 加茂地区
  - 白岩下 ‐ 白岩段 ‐ 白岩東 ‐ 西袋 ‐ 三軒家 ‐ 小川端 ‐ 長池
- 内田地区
  - 森 ‐ 御門 ‐ 杉森 ‐ 政所 ‐ 月岡 ‐ 東平尾 ‐ 西平尾 ‐ 稲荷部 ‐ 高田 ‐ 段平尾 ‐ 平尾
- 横地地区
  - 奥横地 ‐ 段横地 ‐ 川島 ‐ 西横地 ‐ 土橋 ‐ 奈良野 ‐ 三沢 ‐ 横地雇用促進 ‐ 星ヶ丘
- 河城地区
  - 吉沢 ‐ 上倉沢 ‐ 下倉沢 ‐ 六本松 ‐ 友田 ‐ 東富田 ‐ 西富田 ‐ 沢水加 ‐ 和田 ‐ 潮海寺上 ‐ 潮海寺中 ‐ 潮海寺下 ‐ 富士見台
- 平川地区
  - 上平川 ‐ 池村 ‐ 堤 ‐ 志瑞 ‐ 石原 ‐ 八幡谷 ‐ 東組 ‐ 奥の谷 ‐ 新道 ‐ 下新道 ‐ 本町 ‐ 岳洋 ‐ 五反通 ‐ 志茂組 - 平ノ都
- 嶺田地区
  - 東嶺田 ‐ 中嶺田 ‐ 西嶺田 ‐ 大石 ‐ 西ヶ崎 ‐ 堂山
- 小笠南地区
  - 河東西 ‐ 河東中 ‐ 東河東 ‐ 南町 ‐ 山西 ‐ 高橋口 ‐ 高橋中 ‐ 原磯部 ‐ 南ニュータウン ‐ 大門 ‐ サンライズ
- 小笠東地区
  - 布引原 ‐ 丹野 ‐ 古谷 ‐ 川東 ‐ 川中 ‐ 川西 ‐ 三協 ‐ 棚草 ‐ 赤土上 ‐ 赤土下 ‐ 赤土団地 ‐ 城山下 ‐ 花水木

### 政府・都道府県施設
- 静岡地方気象台 牧之原気象レーダー観測所
- 農林水産省関東農政局西関東土地改良調査管理事務所
- 静岡県茶業試験場
- 静岡県中小家畜試験場

## 施設

### 役所
市庁舎
- 本庁舎
- 北館(現在使用されていない)
- 小笠支所
- 中央公民館
- 総合保健福祉センタープラザけやき

警察署
- 静岡県警察菊川警察署 - 菊川市および御前崎市を管轄

消防署
- 菊川市消防本部
- 菊川市消防団
- 市町村防災行政無線を市内全域で運用。屋外スピーカーの設置のほか、希望する世帯に個別受信装置を配布している。2015年にデジタル無線網への移行が完了した。

### 医療
- 菊川市立総合病院
- 家庭医療センター(あかっちクリニック)

### 文化施設

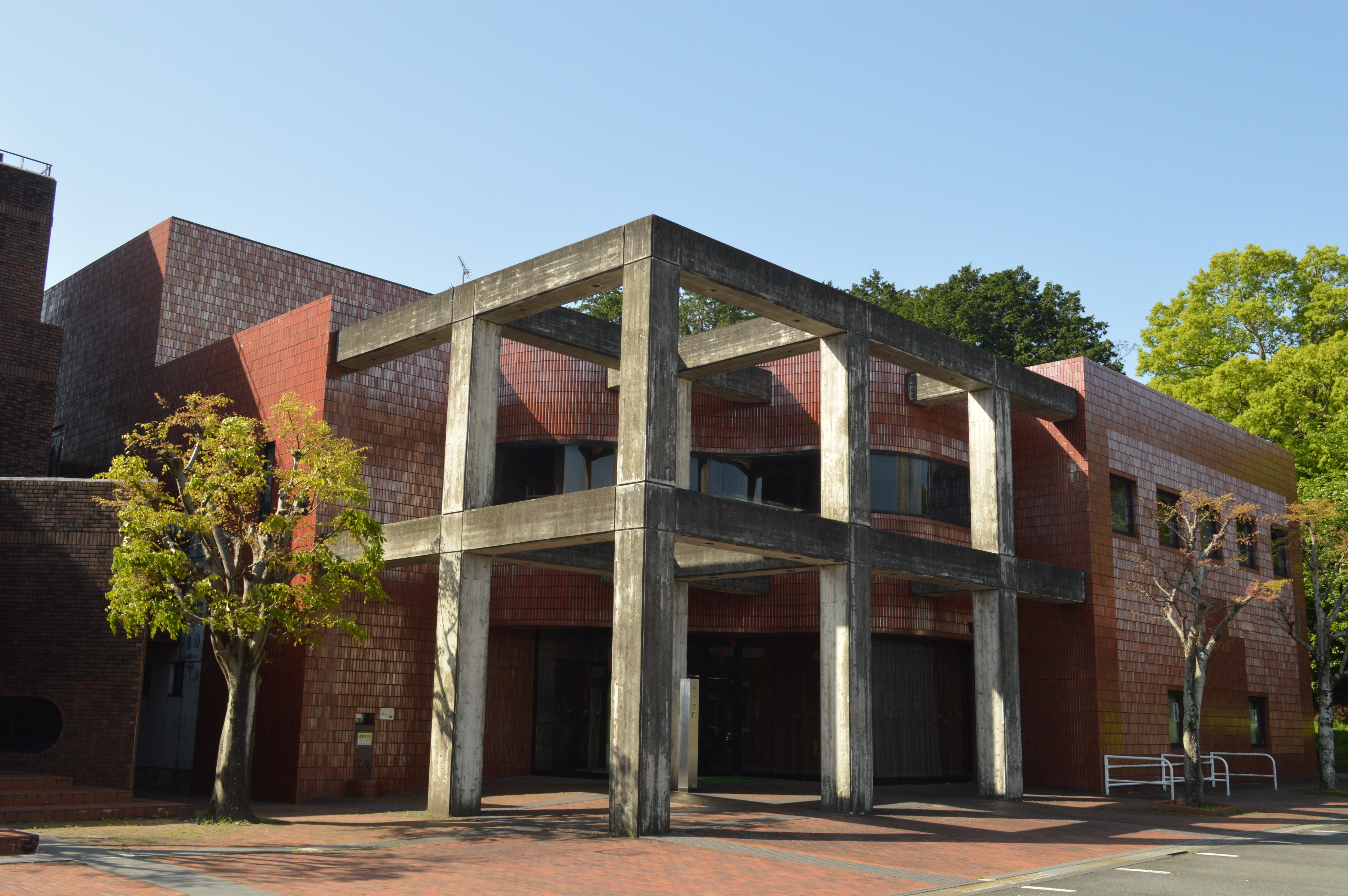
菊川市立図書館菊川文庫

- 菊川文化会館アエル
- 菊川市立図書館（組織名）
  - 菊川市立図書館菊川文庫
  - 菊川市立小笠図書館
- 常葉美術館
- 菊川市埋蔵文化財センター

### 公園
- 菊川公園 - 公園内に菊川神社がある。
- 菊川中央公園
- 菊川運動公園
- 和田公園
- 小笠セントラルパーク
- 丹野池公園

## 姉妹都市・提携都市

### 日本国内
姉妹都市
- 下関市（山口県）
1995年(平成7年) 旧菊川町が山口県の旧菊川町と姉妹都市提携。
2013年(平成25年)7月29日 災害時応援協定締結
- 小谷村（長野県北安曇郡）
2000年(平成12年) 旧小笠町と姉妹都市提携。塩の道によってつながりが深いことから交流を開始
2012年(平成24年)2月18日 災害時応援協定締結
2020年(令和2年)8月7日 友好都市協定締結

提携都市
- 小牧市（愛知県）
2013年(平成25年)11月18日 災害時応援協定締結

その他
- 外国人集住都市会議
静岡県浜松市が中心に呼びかけ、日本国内の外国人が多く住む街の自治体や国際交流協会などが集まり、外国人住民が多数居住する都市の行政と地域の国際交流のために設立された組織。

## 地域

### 通信
市内全域がNTT西日本静岡支店の営業区域である。市外局番は市のほとんどの地域で0537であるが、市内北東部では0547、0548を使用している。

### ごみ処理
- 掛川市・菊川市衛生施設組合 環境資源ギャラリー（掛川市満水） : ガス化溶融炉を備えるごみ処理施設。2005年9月5日に本番運用を開始した。廃プラスチック製品（容器包装を除く）は可燃ごみとして処理することができる。
- 資源回収品目
  - 市：ビン、缶、ペットボトル、プラスチック容器包装、食品トレイ、乾電池、蛍光管
  - 学区回収：新聞紙、雑誌、段ボール、布

### 音楽
- 新菊川音頭 : 旧菊川町時代に当時の町企画広報課と菊川町商工会が中心となって制作した盆踊り用の楽曲。旧菊川町の地理や名所の名前を織り込んでいる。市歌のような正式なものではないため、合併後の現在も旧菊川町時代のものが使われている。
- 平成ちゃっきり節
- ちゃこちゃん音頭
- 新小笠音頭
- ちゃっとちゃっと小笠 : 合併前年の2004年に小笠町商工会が制作。
- きくのんのうた：市のマスコットキャラクター“きくのん”をテーマに、菊川市出身のシンガーソングライター未来-miku-が作詞・作曲。

## 産業
統計によると、菊川市の農工商業の生産額は3000億円程度である。
そのうち80%弱が工業、20%弱が商業、農業は10%に満たない。

### 農業
最も生産高が高いものは茶である。それに続き、加工農産物、野菜、畜産、コメ、花卉等が主に生産されている。主な農産物直売所としては、農協が経営している「みなくる市菊川店」がある。近年は茶価の低迷により、茶農家や茶加工業は大変厳しい経営状態となっており、作目の転換などを推し進める流れが出てきている。農家の経営規模も、いくつかの大規模農家が集約化を推し進めており、それらの動きが注目されている。
- 茶
- コメ
- 畜産（養豚、乳牛等）
- レタス
- イチゴ
- ブルーベリー
- メロン
- アロエ
- バラ

### 工業
市内の工業団地には100社以上の企業が立地している。主に自動車関連部品や精密工作機械等で、その下請け企業も数多く立地している。
工業団地
- 菊川工業団地
- 菊川中央工業団地
- 加茂西方工業団地
- 半済工業団地
- 横地工業団地
- 尾花工業団地
- 嶺田工業団地

### 商業

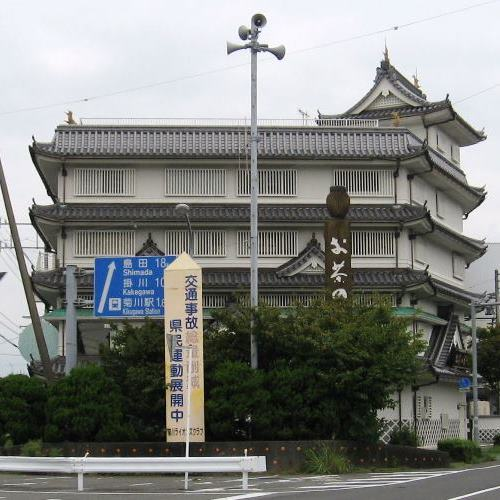
茶葉などを販売する「お茶の菊川城」

かつては菊川駅前商店街や、平田商店街などが賑わっていたが、自動車の普及と共に郊外の大型店舗に客足が流れている。加茂地区に幹線道路が整備された近年では、その幹線道路沿いに飲食店等が進出してきている。炭焼きレストランさわやか発祥の地である。

### 主な企業
本社
- 遠州夢咲農業協同組合本社、茶業振興センター、菊川茶直売所
- 落合刃物工業本社
- お茶の牧農園本社
- 大阪ソーダ静岡工場
- 東芝キヤリア掛川事業所
- クミアイ化学工業生物科学研究所
- 三共静岡製作所
- スター精密菊川工場
- 日東工業菊川工場
- フジオーゼックス本社、静岡工場
- ベルソニカBell-菊川工場
- ホクト静岡きのこセンター
- ミクニ菊川事業所
- リヒトラブ静岡事業部
- 株式会社たこ満

## 教育

### 小学校
- 菊川市立内田小学校
- 菊川市立小笠北小学校
- 菊川市立小笠東小学校
- 菊川市立小笠南小学校
- 菊川市立加茂小学校
- 菊川市立河城小学校
- 菊川市立堀之内小学校
- 菊川市立横地小学校
- 菊川市立六郷小学校
- 牧之原市菊川市学校組合立牧之原小学校（所在地は牧之原市）

### 中学校
- 菊川市立岳洋中学校
- 菊川市立菊川西中学校
- 菊川市立菊川東中学校
- 牧之原市菊川市学校組合立牧之原中学校（所在地は牧之原市）
- 常葉大学附属菊川中学校

### 高等学校
- 静岡県立小笠高等学校
- 菊川南陵高等学校
- 常葉大学附属菊川高等学校

### 専修学校
- 静岡県立農林大学校茶業分校
- 静岡県立農林大学校中小家畜分校

## 交通
- 静岡空港

### 鉄道
東海旅客鉄道（JR東海）
- 東海道本線
  - 菊川駅

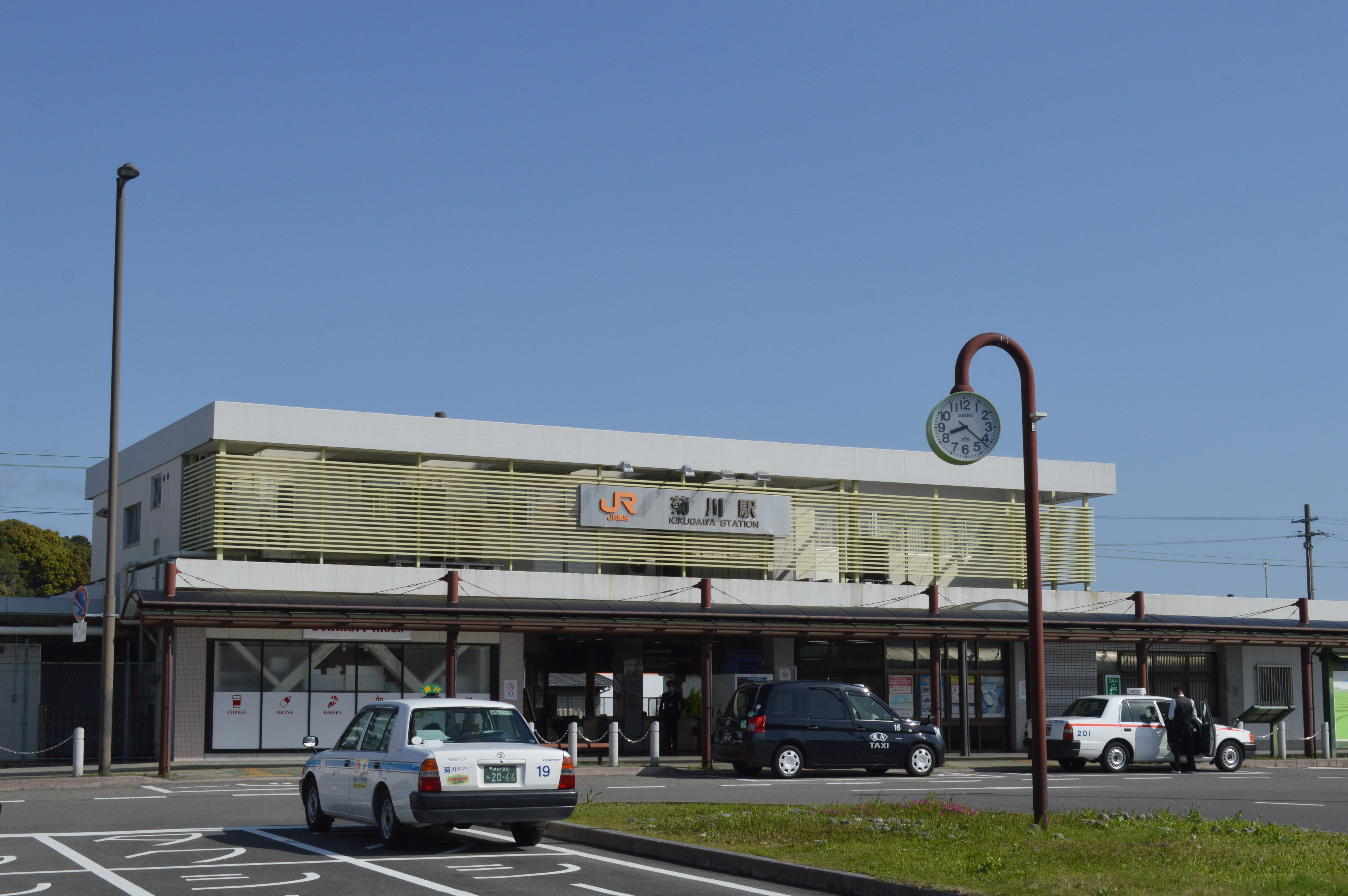
菊川駅

その他､東海道新幹線が静岡駅 - 掛川駅間で当市を通過している。
かつては、菊川駅前から御前崎市池新田までの区間を堀之内軌道が通っていたが、1935年（昭和10年）に廃止された。

### バス路線
- 路線バス
  - しずてつジャストライン菊川浜岡線

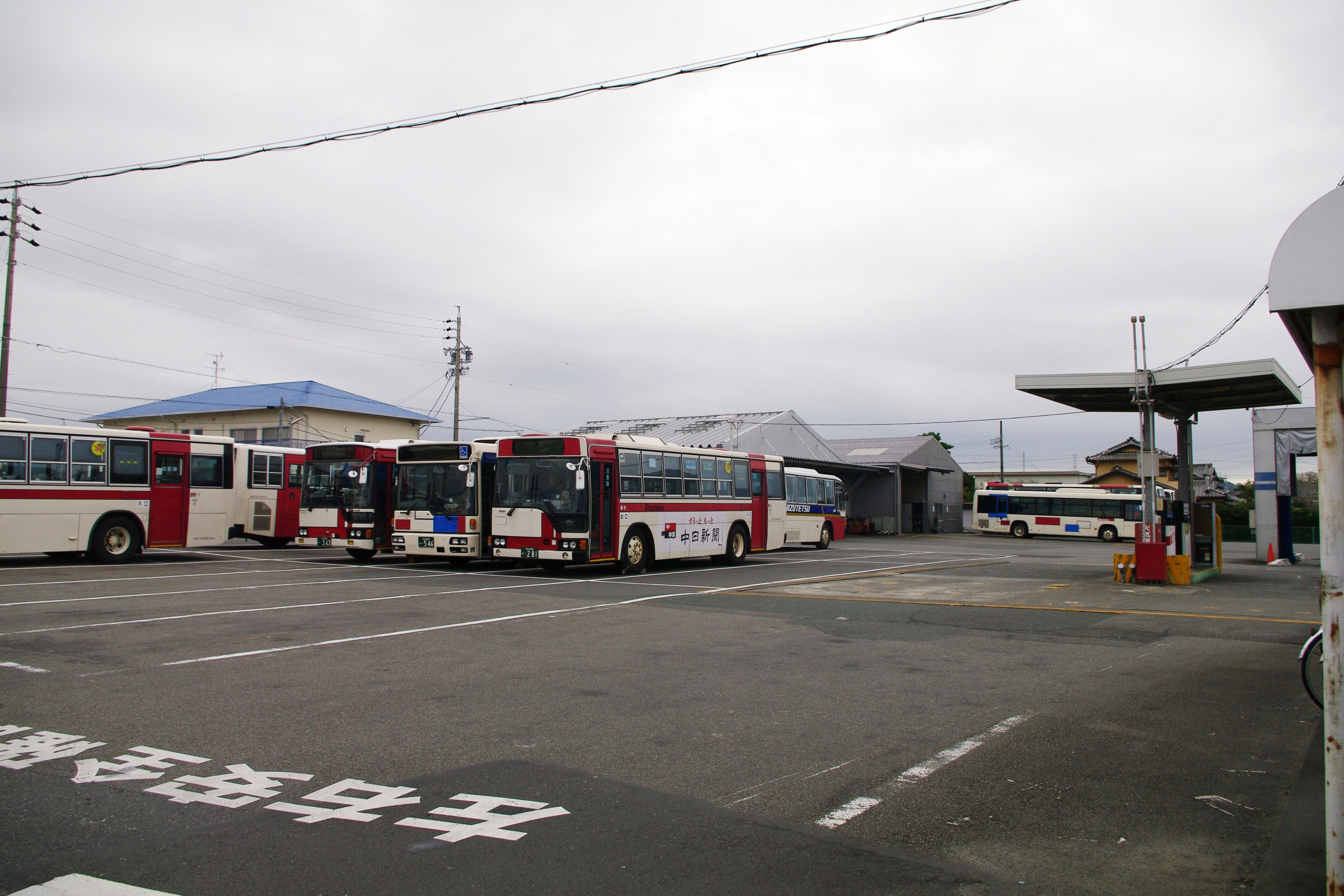
しずてつジャストライン

  - 自主運行バス萩間線（牧之原市・島田市・菊川市共同運行、運行委託先：しずてつジャストライン（相良営業所））
  - 菊川市コミュニティバス（運行委託先：コミュニティバス・・・ミズノグループ（プリンセス観光バス）、コミタクくん・・・菊川タクシー）
    - 西方コース
    - 沢水加コース
    - 菊川東循環コース
    - 菊川西循環コース
    - 丹野・嶺田コース
    - 三沢・河東コース（午前の便はコミュニティバス、午後の便はコミタクくんとして運行されている）
    - 奈良野・布引原コース（全便がコミタクくんとして運行されている。）
      - 菊川市内の7路線を運行している市営の公共交通機関である。主に免許証を持たない高齢者や妊婦などが利用者とされている。運賃は100円か条件により無料である。一部区間などはコミュニティタクシー（コミタクくん）となっている。

  - 牧之原市デマンド型乗合タクシーかつまた・まきのはら号（月・水・金曜運行（祝日と年末年始は全便運休））
    - 菊川市コミュニティバスの沢水加コース六本松集会所バス停と菊川東コース沢水加原、牧之原上区集会所、牧之原上（桂花堂前）がまきのはら号の特定施設に指定されている。
    - 牧之原市勝間田地区・牧之原地区の高齢者などが利用可能。

### 道路

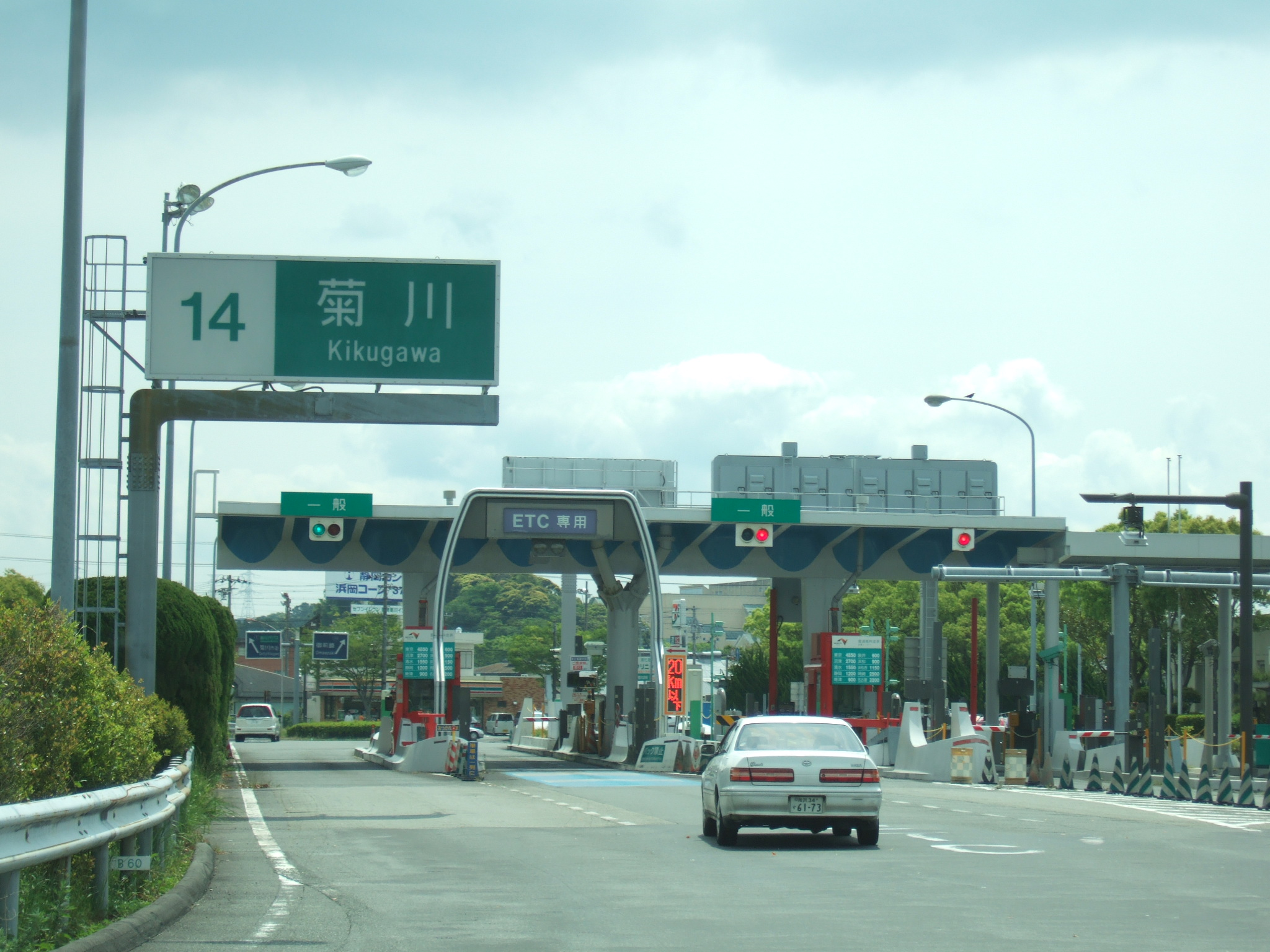
菊川IC

高速道路
- 東名高速道路
  - 菊川IC

国道
- 国道473号

主要地方道
- 静岡県道37号掛川浜岡線
- 静岡県道69号相良大須賀線
- 静岡県道79号吉田大東線

一般県道
- 静岡県道234号吉沢金谷線
- 静岡県道235号菊川榛原線
- 静岡県道242号浜岡菊川線
- 静岡県道244号大東菊川線
- 静岡県道245号川上菊川線
- 静岡県道247号中方千浜線
- 静岡県道250号菊川停車場伊達方線
- 静岡県道251号袋井小笠線
- 静岡県道386号小笠掛川線

## 観光

### 名所・旧跡
- 黒田家代官屋敷

黒田家住宅・代官屋敷長屋門は、国の重要文化財で代官屋敷資料館が併設されている。梅祭の時期だけ、梅が植えられている庭に立ち入ることができる。現黒田家当主は黒田淳之助（旧小笠町長）。
- 歴史街道館

郷土出身の画家杉山良雄の絵画や、郷土の民芸品などを展示している。
- 安興寺

六角堂の観音像の開帳は、毎年8月のお盆の1日のみ。
- 井成神社

今川氏の武将、三浦刑部が帰農して加茂村に居住した後、加茂に用水を引くために親子2代で尽力した功績を讃えて彼を祀った神社である。三浦刑部は完成前に死没したが、加茂用水は13年かけて、1594年に完成した。
- 井之宮神社

慶長12年（1607年）に、嶺田に住む中将右近太夫が、徳川家康に用水路を作ってもらうように直訴した。嶺田用水は完成したが直訴の罪で死罪となった彼を祀った神社。彼の子孫は、今でも嶺田に居住している。
- 永寳寺

高野山などでも使われた一人乗りの人力ロープウェイ「野猿」がある。
- 応声教院

寺伝によれば、斉衡2年（855年）円仁（慈覚大師）により、文徳天皇の勅願所とする天台宗天岳院として創建されたという。朱塗りの山門が国の重要文化財である。以前、お金を入れるとお経を唱えてくれる人形が、テレビ番組に取り上げられたことがある。
- 正林寺

横地氏と勝間田氏討伐の直後に、その残党により討たれた今川義忠討ち死にの場所であり、義忠の息子の今川氏親が建立した菩提寺となっている。
- 善勝寺

大須賀忠政を開基とするとされている。寺の鎮守木の樹齢400年の楠が市指定天然記念物になっている。
- 大頭龍神社

大鳥居は青銅製で、市指定有形文化財である。夏に例大祭が行われる。
- 潮海寺

奈良時代、聖武天皇のころ行基により開かれたと伝えられる。市の無形民俗文化財に指定されている潮海寺祇園おはやしを行う潮海寺八坂神社祇園祭が3年に1度7月下旬に行われる。
- 報恩寺

本尊は行基が木の根で作ったと伝承される釈迦如来の坐像で毎年3月15日に釈迦祭の縁日が行われる。
- 菊川城館遺跡群・横地氏城館跡

横地城跡と高田大屋敷遺跡から構成される国の史跡である。横地に在住していた。鈴木哲太郎が、横地城跡保存会を有志と共に設立し、鈴木健二の指導を受けて調査研究を行った。その結果、2004年（平成16年）に国の史跡に指定されたが、その時には調査研究に生涯を掛けた鈴木は他界していた。
- 金玉落としの谷

横地城内にある珍地名の谷。
- 堤城跡

今川氏家臣遠江松井氏が築いた城跡。
- 獅子ヶ鼻砦跡

高天神城攻撃のために徳川家康により築かれた砦で、大須賀康高が守備に就いたとされている。
- 上倉沢棚田

地元では千框（せんがまち）と呼んでいる棚田で、今も田植えや稲刈りが行われている。
- 西富田ほたるの里

毎年6月にゲンジボタルを見ることができる。

### イベント・祭事
- 菊川産業祭　ODORA座

菊川運動公園を主会場として2007年より10月に行われている文化祭。物産展や文化展示が中心だった旧菊川町の菊茶香まつりと、ダンスイベントが中心だった旧小笠町のジャンプインおがさを融合したもの。ダンスコンテストやクラシックカーミーティング、物産展等が行われている。
- 菊川夜店市

菊川駅前商店街を主会場として菊川商工会主催で8月の第1週の金曜日と土曜日に行われている夏祭り。出店や舞台での出し物が行われている。
- 秋祭り

市内各地で10月に行われている秋祭り。菊川市は二輪屋台の地域であり、旧菊川地区では主に御所車型屋台が、旧小笠地区では一本柱万度型の山車が引き回される。旧小笠地区では体育の日に合わせた週末で、旧菊川地区ではその翌週末に行われている。
- ふるさと夏祭りおがさ

おがさセントラルパークを主会場として8月に行われていた旧小笠町の文化祭。合併翌年の2006年を最後に終了したが、名前を変えて復活開催されている。元の名前はジャンプインおがさ。
- 菊川市長杯丹野池RCヨット競技会

丹野池RCヨット協会の主催により、ラジコンヨットの競技会が、丹野池にて行われている。
- 代官屋敷梅祭

黒田家代官屋敷にて1月末から2月末まで梅祭が開催され、代官屋敷の中庭に立ち入ることができる。様々な種類の梅の花が観賞できる。
- 菊茶香（きっちゃか）まつり

菊川文化会館アエルを主会場として10月に行われていた旧菊川町の文化祭。合併翌年の2006年を最後に終了。

### 伝説・伝承
- 三度栗（遠州七不思議）
- 片葉の葦（遠州七不思議）

### 御土産・銘菓等
- 茶：市内各地で菊川茶を販売している。
- たこまん：遠州銘菓。小笠工場は見学ができる。
- メキャベツ

## 著名な出身者・ゆかりの人物

### 出身者
- 内田貞夫（実業家、和光堂社長）
- 笠井健太（元サッカー選手）
- 片山智勝（お笑いタレント、スパイシーガーリック）
- 窪川鶴次郎（文芸評論家）
- 栗田土満（国学者）
- 桒原樹（元プロ野球選手）
- 小山ゆう（漫画家）
- 榛葉賀津也（政治家、国民民主党幹事長）
- 菅沼貞三（美術史学者）
- 田中良昭（僧侶）
- 田辺昭三（考古学者）
- 中条右近太夫（農家）
- 橋本梧郎（博物学者）
- 堀内謙伍（プロ野球選手）
- 前田志良（お笑いタレント、ビコーン!）
- 松本陽介（元サッカー選手）
- みうな（アイドル、カントリー娘。メンバー）
- 山﨑貴弘（プロ野球選手）
- 渡辺翔太（お笑いタレント、くらげ）
- 赤堀愁（ご当地タレント、ラジオパーソナリティ）

## 市内の町（大字）

### 菊川地区
- 内田（うちだ）地区
  - 下内田（しもうちだ）
  - 月岡（つきおか）
  - 中内田（なかうちだ）
  - 平尾（ひらお）
  - 耳川（みみがわ）
- 加茂（かも）地区
  - 加茂（かも）
- 河城（かわしろ）地区
  - 倉沢（くらさわ）
  - 沢水加（さばか）
  - 潮海寺（ちょうかいじ）
  - 富田（とみた）
  - 友田（ともだ）
  - 吉沢（よしさわ）
  - 和田（わだ）
- 町部（ちょうぶ）地区
  - 半済（はんせい）の一部
  - 堀之内（ほりのうち）の一部
  - 柳（やなぎ）：一丁目～三丁目

- 西方（にしかた）地区
  - 西方（にしかた）
  - 堀之内（ほりのうち）の一部
- 六郷（ろくごう）地区
  - 青葉台（あおばだい）：一丁目～三丁目
  - 朝日（あさひ）
  - 牛渕（うしぶち）
  - 小出（おいで）
  - 神尾（かんのお）
  - 小沢（こざわ）
  - 仲島（なかじま）：一丁目・二丁目
  - 半済（はんせい）の一部
  - 本所（ほんじょ）
  - 牧之原（まきのはら）
- 横地（よこじ）地区
  - 土橋（つちはし）
  - 奈良野（ならの）
  - 西横地（にしよこじ）
  - 東横地（ひがしよこじ）
  - 三沢（みさわ）

### 小笠地区
- 小笠東（おがさひがし）地区
  - 赤土（あかつち）
  - 川上（かわかみ）
  - 猿渡（さるわたり）
  - 棚草（たなくさ）
  - 丹野（たんの）
  - 古谷（ふるや）
  - 目木（もっき）
- 小笠南（おがさみなみ）地区
  - 河東（かとう）
  - 高橋（たかはし）

- 平川（ひらかわ）地区
  - 上平川（かみひらかわ）
  - 下平川（しもひらかわ）の一部
- 嶺田（みねだ）地区
  - 大石（おおいし）
  - 下平川（しもひらかわ）の一部
  - 堂山新田（どうやましんでん）
  - 嶺田（みねだ）